# 今市 (大阪市)
今市（いまいち）は、大阪市旭区の町名。現行行政地名は今市一丁目および今市二丁目。

## 地理
旭区北東部に位置する。北で太子橋、東で守口市京阪本通・豊秀町・日吉町・金下町・寿町・滝井西町、南で千林、西で大宮と隣接する。西に一丁目、東に二丁目が配される。

## 歴史

### 沿革
- 正和4年（1315年）11月の東大寺文書『兵庫関悪党交名注進状案』に「九郎太郎 今市住」とあり、鎌倉時代末期には今市の地名が既に存在していたことが確認できる。
- 江戸時代には一時期を除いて幕府直轄領（天領）。天保郷帳による村高は844石。
- 1890年（明治22年）以降は東成郡古市村今市。
- 1925年（大正14年）の大阪市への編入により東成区今市町となる。
- 1971年（昭和46年）に現在の町名・区域となる。

### 地名の由来
当地一帯の古来からの地名・郷名である「古市」に対し、郷内の京街道沿いに出来た物資集散の要衝（市場町）として「今市」と名付けられたことによる。

## 世帯数と人口
2019年（平成31年）3月31日現在の世帯数と人口は以下の通りである。
| 丁目       | 世帯数    | 人口    |
| ---------- | --------- | ------- |
| 今市一丁目 | 1,293世帯 | 2,196人 |
| 今市二丁目 | 1,274世帯 | 2,339人 |
| 計         | 2,567世帯 | 4,535人 |

### 人口の変遷
国勢調査による人口の推移。
| 1995年（平成7年）  | 4,655人 | [ 6 ]  |  |
| 2000年（平成12年） | 4,607人 | [ 7 ]  |  |
| 2005年（平成17年） | 4,390人 | [ 8 ]  |  |
| 2010年（平成22年） | 4,482人 | [ 9 ]  |  |
| 2015年（平成27年） | 4,752人 | [ 10 ] |  |

### 世帯数の変遷
国勢調査による世帯数の推移。
| 1995年（平成7年）  | 2,175世帯 | [ 6 ]  |  |
| 2000年（平成12年） | 2,280世帯 | [ 7 ]  |  |
| 2005年（平成17年） | 2,217世帯 | [ 8 ]  |  |
| 2010年（平成22年） | 2,317世帯 | [ 9 ]  |  |
| 2015年（平成27年） | 2,476世帯 | [ 10 ] |  |

## 学区
市立小・中学校に通う場合、学区は以下の通りとなる。なお、小学校・中学校入学時に学校選択制度を導入しており、通学区域以外に旭区の小学校・中学校から選択することも可能。
| 丁目       | 番   | 小学校             | 中学校             |
| ---------- | ---- | ------------------ | ------------------ |
| 今市一丁目 | 全域 | 大阪市立古市小学校 | 大阪市立今市中学校 |
| 今市二丁目 | 全域 | 大阪市立古市小学校 | 大阪市立今市中学校 |

## 事業所
2016年（平成28年）現在の経済センサス調査による事業所数と従業員数は以下の通りである。
| 丁目       | 事業所数  | 従業員数 |
| ---------- | --------- | -------- |
| 今市一丁目 | 80事業所  | 437人    |
| 今市二丁目 | 70事業所  | 362人    |
| 計         | 150事業所 | 799人    |

## 交通

### 鉄道
北端にOsaka Metro谷町線・太子橋今市駅が置かれ、敷地の一部を占める。

### 道路
- 国道1号（京阪国道）

## 施設
- 今市公園
- 今市商店街
- 浄願寺 - 浄土真宗本願寺派の仏教寺院。1510年（永正7年）の創建。一丁目に所在。
- 寶龍寺 - 法華日蓮宗の仏教寺院。楠が府指定天然記念物に指定されている[14]。
- 昌常寺 - 曹洞宗の仏教寺院。

## その他

### 日本郵便
- 〒535-0011[3]（集配局：大阪旭郵便局[15]）